# سیارک ۲۲۱۶۸
سیارک ۲۲۱۶۸ (به انگلیسی: 22168 Weissflog، نامگذاری:2000WX158) بیست و دو هزار و صد و شصت و هشتمین سیارک کشف شده‌است که در ۳۰ نوامبر ۲۰۰۰ کشف شد.
قدر مطلق سیارک برابر ۸.۵ است.